# Windesheimer molen
Windesheimer molen is een windkorenmolen aan de N337 van Zwolle naar Wijhe ter hoogte van de plaats Windesheim. De molen is sinds 1971 een rijksmonument en vanaf 1978 eigendom van de gemeente Zwolle.

## Kenmerken
De molen is een achtkante bovenkruier met een lage stelling op een gemetselde voet. Het is de laagste stellingmolen van Nederland. De wiekenvorm is Oudhollands en heeft een vlucht van 22 meter.

## Geschiedenis
In 1391 kregen de Broeders des Gemenen Levens van het toen net gevestigde klooster bij Windesheim toestemming voor de bouw van een standerdmolen met vrij gebruik van de wind.
Als gevolg van de reformatie rond 1580 kwam de molen via diverse eigenaren in het bezit van de kasteelheren van Windesheim. Tot 1704 wisselde de molen een paar keer van eigenaar en werd hij  zelfs tijdelijk gesloten vanwege betalingsachterstanden.
In 1704 waaide de molen om. Met toestemming van de Staten van Overijssel volgde herbouw op een meer noordelijk gelegen plaats, de huidige locatie. In 1747 werd de standerdmolen opnieuw vernield. Het daarop volgend jaar begon de bouw van de huidige achtkantige korenstellingmolen. De molen wisselde daarna nog enkele malen van eigenaar. Door vererving bleef hij lang in het bezit van de familie Langevoord (ook geschreven als Langevoort). De Langevoords klaagden echter veelvuldig over de hoge kosten en deden meermalen een poging de molen te verkopen.
De voor dat doel opgerichte "Stichting De Windesheimer Molen" kocht het monument in 1951 voor 5.000 gulden en stak 25.000 gulden in een restauratie. Dit bedrag kwam bijeen door donaties van bedrijven en particulieren en subsidies van de overheid. In 1967 werd de gemeente Zwollerkerspel waarin de molen staat bij Zwolle gevoegd. Die gemeente nam in 1978 het bouwwerk over, waarna een nieuwe restauratie volgt. De beroepsmolenaar verdween, vrijwilligers namen zijn taken over.
In 1993 begon de molen weer koren te malen voor consumptiemeel. De voorlopig laatste restauratie vond plaats in het jaar 2008, ze kostte € 420.000 en omvatte de vernieuwing van de stelling en de bouw van een schuur onder de stelling aan de oostzijde, zoals die daar vroeger ook aanwezig was.
De Windesheimer molen is samen met De Passiebloem de enige bewaard gebleven molen in de gemeente Zwolle.